# Indicateur temps-température
Pour les articles homonymes, voir ITT.
Les indicateurs temps-température (en anglais : time temperature indicators ou TTI) ou intégrateurs temps température (ITT) sont des indicateurs intelligents apposés sur les emballages de produits alimentaires et représentant de manière visuelle la fin de la possible conservation des aliments. Grâce aux TTI, les interruptions de la chaîne du froid peuvent être rendues visibles, ce qui diminue le risque d’intoxication alimentaire.

## Base technologique
Les divers indicateurs temps-température reposent sur différentes technologies. Dans la plupart des cas, il y a une réaction chimique au cours de laquelle un pigment change de couleur sous l’influence des facteurs temps et température.
Il existe actuellement un appareil à trois zones (verte-orange-rouge), appelé « chrono-thermomètre », qui indique visuellement non seulement une hausse de la température mais également sa durée, ce qui permet de vérifier au premier coup d'œil la probabilité de présence d'un germe pathogène dans les aliments conservés[Comment ?].

## Bénéfices
Les indicateurs temps-température révèlent par leur changement de couleur (la plupart du temps de bleu à blanc) si la nourriture a été stockée de manière appropriée, donc si elle est encore fraîche ou avariée.

### Protection du consommateur
Grâce à l’utilisation d’indicateurs temps-température, le consommateur peut vérifier que les produits qu’il achète dans le commerce de détail ont été stockés correctement et que la chaîne du froid a été respectée. Le risque de scandales d’intoxication alimentaire est de ce fait réduit.

### Réduction des déchets
Selon le WRAP (Waste & Resources Action Programme), plus de 30 % des marchandises alimentaires sont jetées chaque année en Grande-Bretagne. Une grande partie de ces pertes est liée à la rupture de la chaîne du froid, essentiellement lors des transferts entre fournisseur et client, sans utilisation de sac isotherme voire de glacière surtout par temps est chaud. Grâce à la mise en place d’indicateurs temps-température, il est possible de réduire ce pourcentage de manière significative.

### Diminution des maladies
Selon l’Organisation mondiale de la santé, 725 000 personnes aux États-Unis sont sujettes chaque année à des maladies liées à l’ingestion de produits alimentaires. Parmi celles-ci, 5 000 personnes en meurent. L’une des raisons de ces maladies est la consommation de produits alimentaires encore consommables selon la date limite de consommation, mais en réalité déjà avariés en raison d’un mauvais stockage. De par l’emploi d’indicateurs temps-température, il est possible d’empêcher la consommation de produits alimentaires avariés car le consommateur peut constater la fraîcheur du produit grâce à l’indicateur visuel.

## Base légale
Dans la plupart des pays, la date limite de consommation et la date d’utilisation sont les principaux instruments permettant de représenter la durée de conservation des aliments. Aux États-Unis, la Food and Drug Administration (FDA) a promulgué des règlements imposant l’utilisation d’indicateurs temps-température sur certains produits de la poissonnerie et fruits de mer.

## Base scientifique
Les indicateurs temps-température ont fait l’objet de nombreuses études scientifiques. Parmi celles-ci, il y a eu le projet européen Freshlabel auquel ont participé divers partenaires (université de Bonn, Institut VTT, TTZ Bremerhaven, Bundesfischverband (Association fédérale de la poissonnerie), Bundesverband Deutscher Fleischwarenindustrie (Association fédérale allemande de l’industrie de la boucherie)). Les spécialistes du thème « indicateurs temps-température » sont dans l’espace européen Professeurs Peterson et Kreyenschmidt de l’université de Bonn, et Petros Taoukis de l’université d’Athènes.